# Aresta

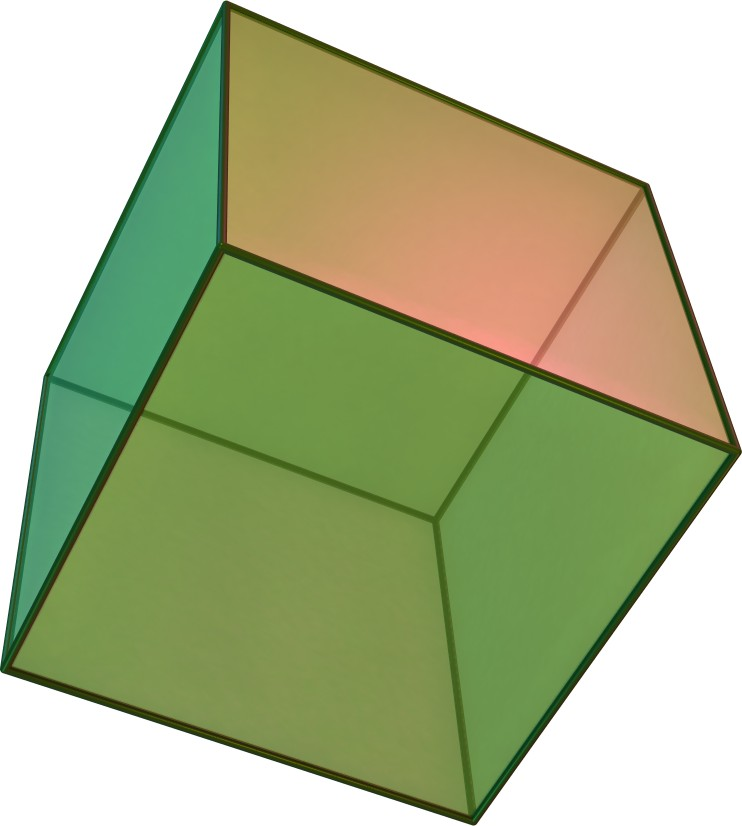
Um cubo com 12 arestas.

Na geometria, uma aresta é um tipo específico de segmento de reta que liga dois vértices de um polígono, poliedro, ou polítopo de dimensão maior. Em um polígono, uma aresta é um segmento de reta em sua borda, e é frequentemente chamado de lado. Em um poliedro, ou de forma mais geral em um polítopo, uma aresta é um segmento de reta em que duas faces se intersectam. Um segmento que liga dois vértices mas que passa pelo interior ou pelo exterior não é uma aresta e, em vez disso é chamado de diagonal.

## Relação com as arestas em grafos
Em teoria de grafos, uma aresta é um objeto abstrato conectando dois vértices do grafo, diferentemente das arestas de polígonos e poliedros que tem uma representação concreta como um segmento de reta.
No entanto, qualquer poliedro pode ser representado por seu esqueleto ou esqueleto de arestas, um grafo cujos vértices são os vértices geométricos do poliedro e cujas arestas correspondem às arestas geométricas. Reciprocamente, os grafos que são esqueletos de poliedros tridimensionais podem ser caracterizados pelo teorema de Steinitz como sendo exatamente os grafos planares grafos 3-vértice-conexos.

## Número de arestas em um poliedro convexo
A superfície de qualquer poliedro convexo possui a característica de Euler
{\displaystyle V-A+F=2,}
em que V é o número de vértices, A é o número de arestas e F é o número de faces. Esta equação é conhecida por fórmula de Euler para poliedros convexos. Assim, o número de arestas é dois a menos do que a soma do número de vértices e de faces. Por exemplo, um cubo tem 8 vértices e 6 faces, logo possui 12 arestas.

## Terminologia alternativa
Na teoria dos polítopos convexos de dimensão alta, uma faceta ou lado de um polítopo de dimensão d é uma de suas características de dimensão (d − 1), um ridge é uma característica de dimensão (d − 2), e um peak é uma característica de dimensão (d − 3). Assim, as arestas de um polígono são suas facetas, as arestas de um poliedro convexo tridimensional são seus ridges, e as arestas de um polítopo quadridimensional são os seus peaks.